# Palazzo Rosso
| Imagem: Génova: Le Strade Nuove e o sistema dos Palazzi dei Rolli | O Palazzo Rosso está incluído no sítio "Génova: Le Strade Nuove e o sistema dos Palazzi dei Rolli", Património Mundial da UNESCO. |  |

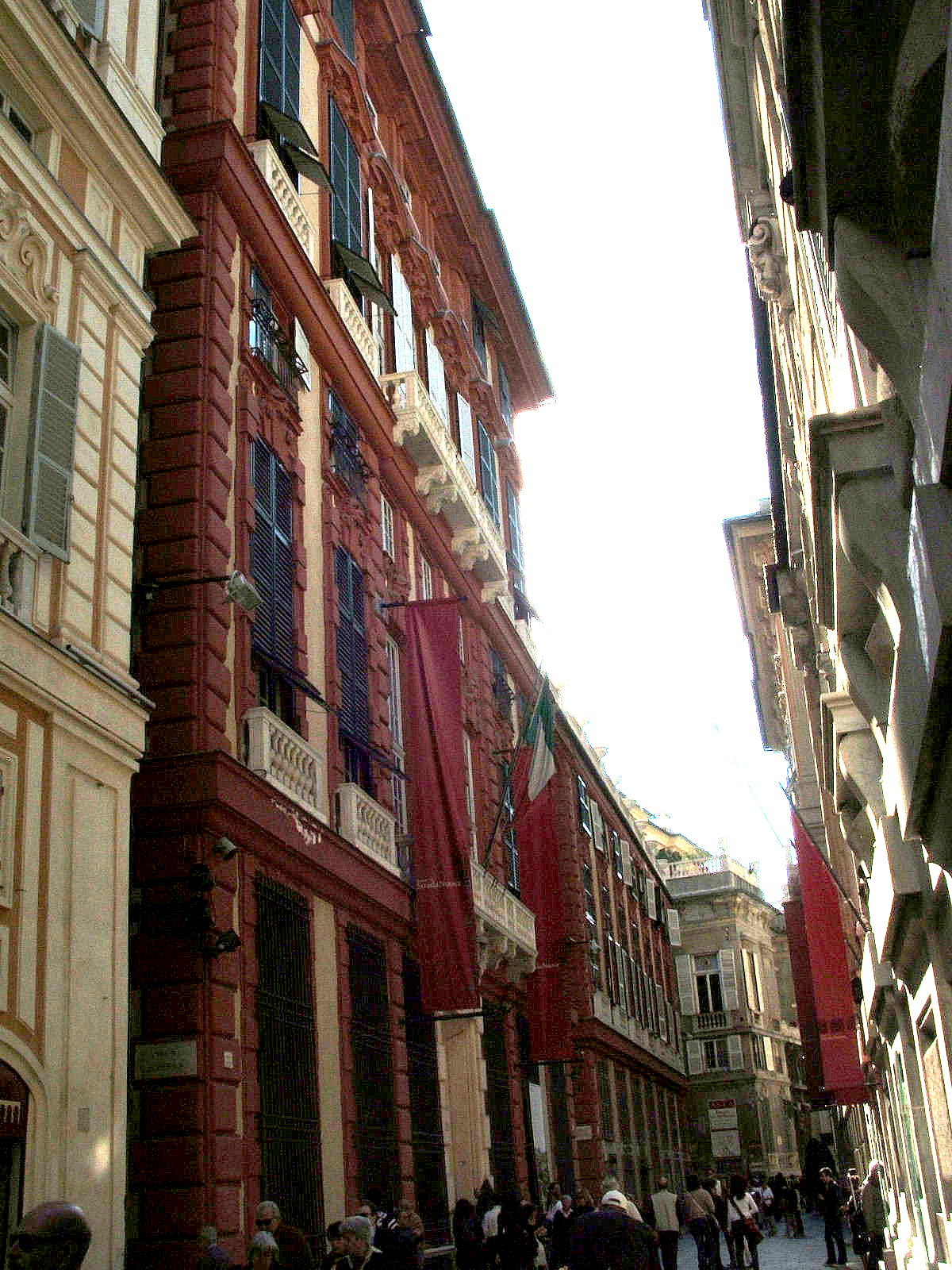
Fachada do Palazzo Rosso

O Palazzo Rosso, ou Palazzo Rodolfo e Francesco Maria Brignole, é um palácio italiano situado no nº18 da Via Garibaldi, no centro histórico de Génova. Hospeda a Galleria di Palazzo Rosso, uma das maiores pinacotecas da cidade, juntamente com a do vizinho Palazzo Bianco e a do Palazzo Doria-Tursi, com os quais com os quais constitui o polo museulógico da Strada Nuova.
No dia 13 de Julho de 2006 foi inserido na lista dos 42 palácios inscritos no chamado Rolli di Genova, tornando-se nessa data Património da Humanidade classificado pela UNESCO, inserido no sítio Génova: Le Strade Nuove e o sistema dos Palazzi dei Rolli.

## História

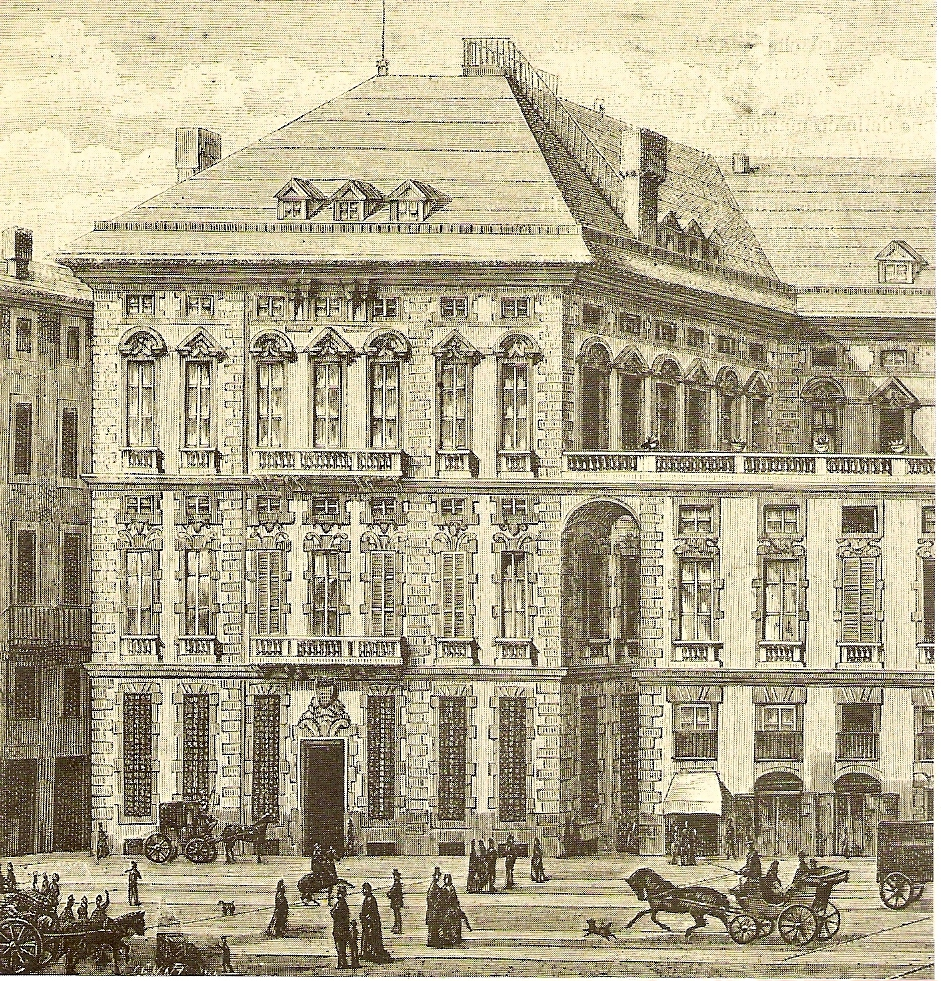
O Palazzo Rosso num desenho do século XIX

O primeiro palácio que eu vi foi o Palazzo Brignole; fachada vermelha, escadaria de mármore. As estátuas não são grandes como noutros palácios mas a manutenção, os mosaicos dos pavimentos e sobretudo os quadros tornam-no um dos mais ricos de Génova. Foi assim que Gustave Flaubert, nas suas Notes de voyage, de 1845, anotava a presença do Palazzo Rosso.
Construído entre 1671 e 1677 segundo um projeto do arquiteto Pietro Antonio Corradi, por vontade de Rodolfo e Giovanni Francesco Brignole Sale, permaneceu na descendência desta família até 1874, ano em que foi doado à cidade pela última das suas herdeiras, Maria, Duquesa de Galliera, para "aumentar a dignidade e os lucros" de Génova e com a evidente intenção de deixar para a posteridade um sinal da estirpe dos Brignole Sale, com o contributo, ainda, das suas importantes coleções de arte.
As primeiras intervenções decorativas foram realizadas a partir de 1679 por Domenico Piola e Gregorio De Ferrari com a colaboração de quadraturistas e estucadores, com a realização do Salão e do afresco na sua abóbada, obra-prima de De Ferrari bastante destruída pelos bombardeamentos da Segunda Guerra Mundial, e de quatro salas inspiradas nas estações do ano. 
Em 1691 teve início a segunda fase decorativa com os afrescos de Giovanni Andrea Carlone, Carlo Antonio Tavella e Bartolomeo Guidobono.
As intervenções de restauro e conclusão decorativa continuaram até meados do século XIX.
Continuadores do mecenato artístico foram Gio Francesco I e, posteriormente, o seu sobrinho Gio Francesco II, que em 1746 foi eleito Doge da República de Génova.
Naquele ano, por obra do arquiteto Francesco Cantone, foi definido o atual aspeto da fachada, caracterizado por bustos leoninos que assinalam as arquitraves das janelas nos dois pisos nobres. O símbolo evoca a arma heráldica da família, representando um leão rampante sob uma ameixeira, chamada no dialeto genovês de brignòle.

## As coleções

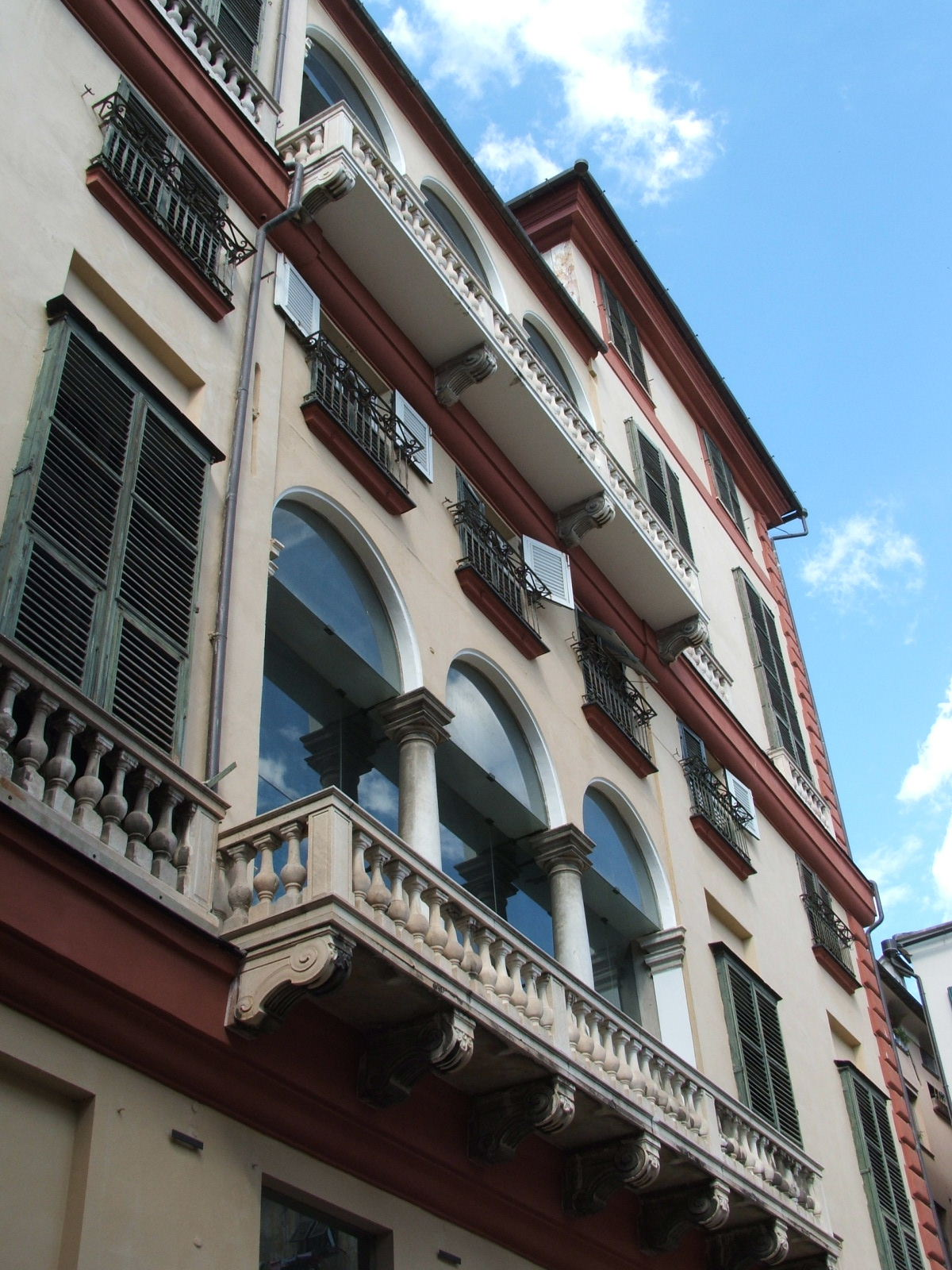
Fachada do lado do pátio.

Além do palácio, a Duquesa de Galliera doou ao município de Génova, em 1874, a magnífica quadraria que, juntamente com o mobiiário, forma o núcleo das coleções do museu: cuidadosas aquisições e encomendas efetuadas ao longo de mais de dois séculos demonstram o elevado estatuto social, económico e político da família Brignole Sale.

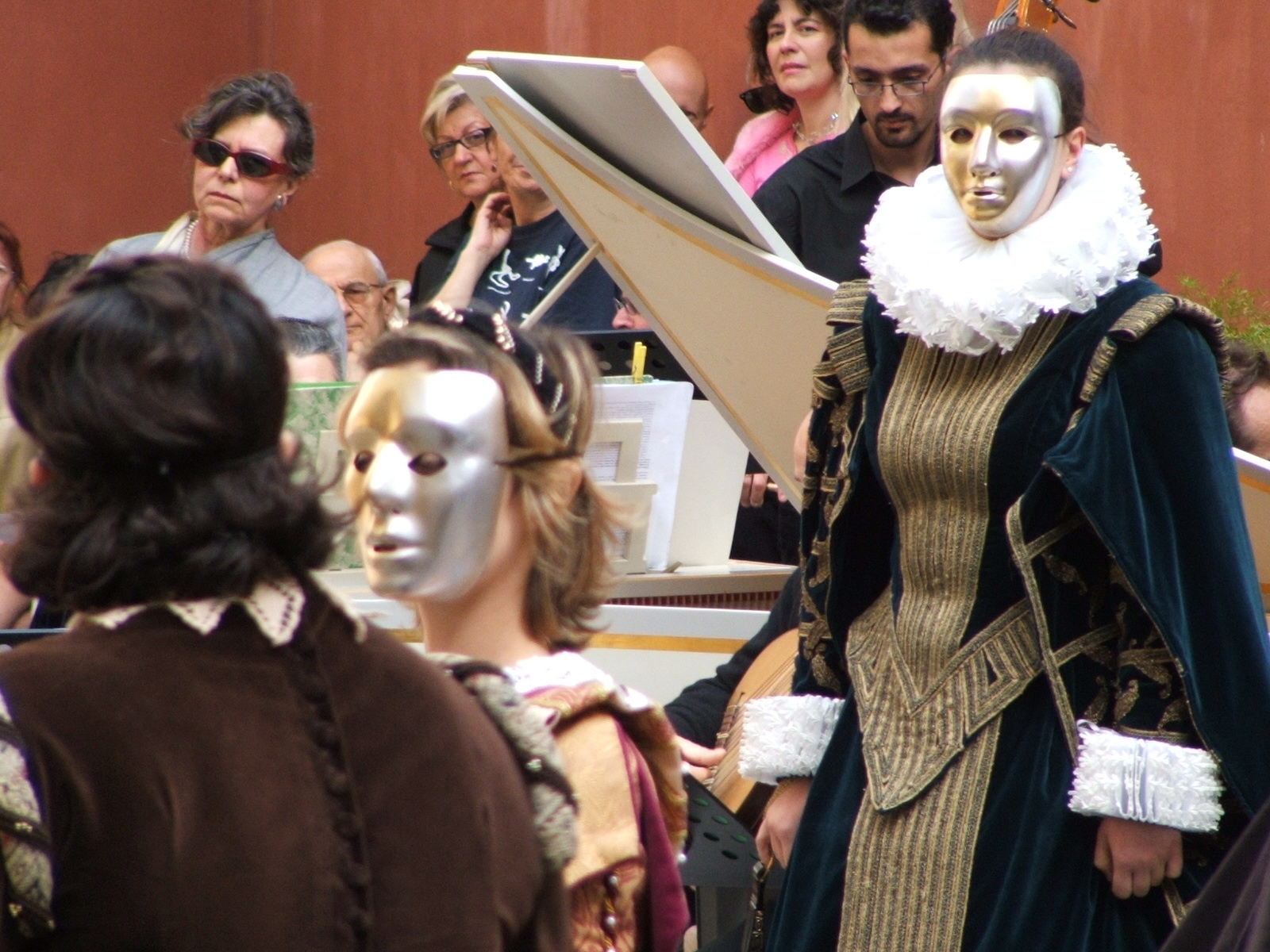
Uma representação de ópera "Il ballo delle ingrate" (madrigal de 1608 da autoria de Claudio Monteverdi) no pátio do Palazzo Rosso, pelos estudantes do Conservatório Niccolò Paganini.

A partir das primeiras encomendas, na primeira metade do século XVII, a alguns grandes artistas, como Antoon van Dyck, da parte de Gio Francesco Brignole, também os seus sucessores, a começar pela sua esposa, Maria Durazzo, continuaram esta política, trazendo uma significativa expansão das ricas coleções de arte, também graças às heranças recebidas.
Hoje, a quadraria caracteriza-se tanto pelos retratos flamengos, como pelas pinturas de Guido Reni, Guercino, Mattia Preti, Bernardo Strozzi, ou pelos quadros e telas de âmbito veneziano do século XVI, entre as quais merecem ser recordadas as obras de Palma o velho e de Veronese.
No período compreendido entre 1953 e 1961 foram efetuados importantes restauros, graças aos quais os espaços expositivos foram mais que duplicados em função duma diferente organização da quadraria, inserindo também obras não pertencentes ao núcleo histórico, como a coleção de cerâmica ou a de numismática, anteriormente localizada noutro local. 
De diferente proveniência era, ainda, a coleção têxtil, para a qual foi realizado um depósito na ocasião. Por outro lado, encontraram organização no mezzanino entre o primeiro e o segundo piso nobre desenhos impressos, a coleção topográfica e a coleção cartográfica.

### Algumas obras presentes
Entre as pinturas presentes no Palazzo Rosso, destacam-se obras de grandes artistas de reconhecimento internacional como:
- Cleopatra morente ("Cleópatra moribunda"), de Giovan Francesco Barbieri, chamado de o Guercino;
- Giuditta e Oloferne ("Judite e Oloferne"), de Paolo Caliari, chamado de o Veronese;
- La primavera ("A primavera"), de Gregorio De Ferrari;
- Anton Giulio Brignole-Sale, retrato de Antoon van Dyck;
- Paolina Adorno-Brignole-Sale, retrato de Antoon van Dyck;
- Porträt eines jungen Mannes vor grünem Hintergrund ("Retrato de um jovem contra um fundo verde"), de Albrecht Dürer;
- San Sebastiano ("São Sebastião"), de Guido Reni;
- La cuoca ("O cozinheiro"), de Bernardo Strozzi.

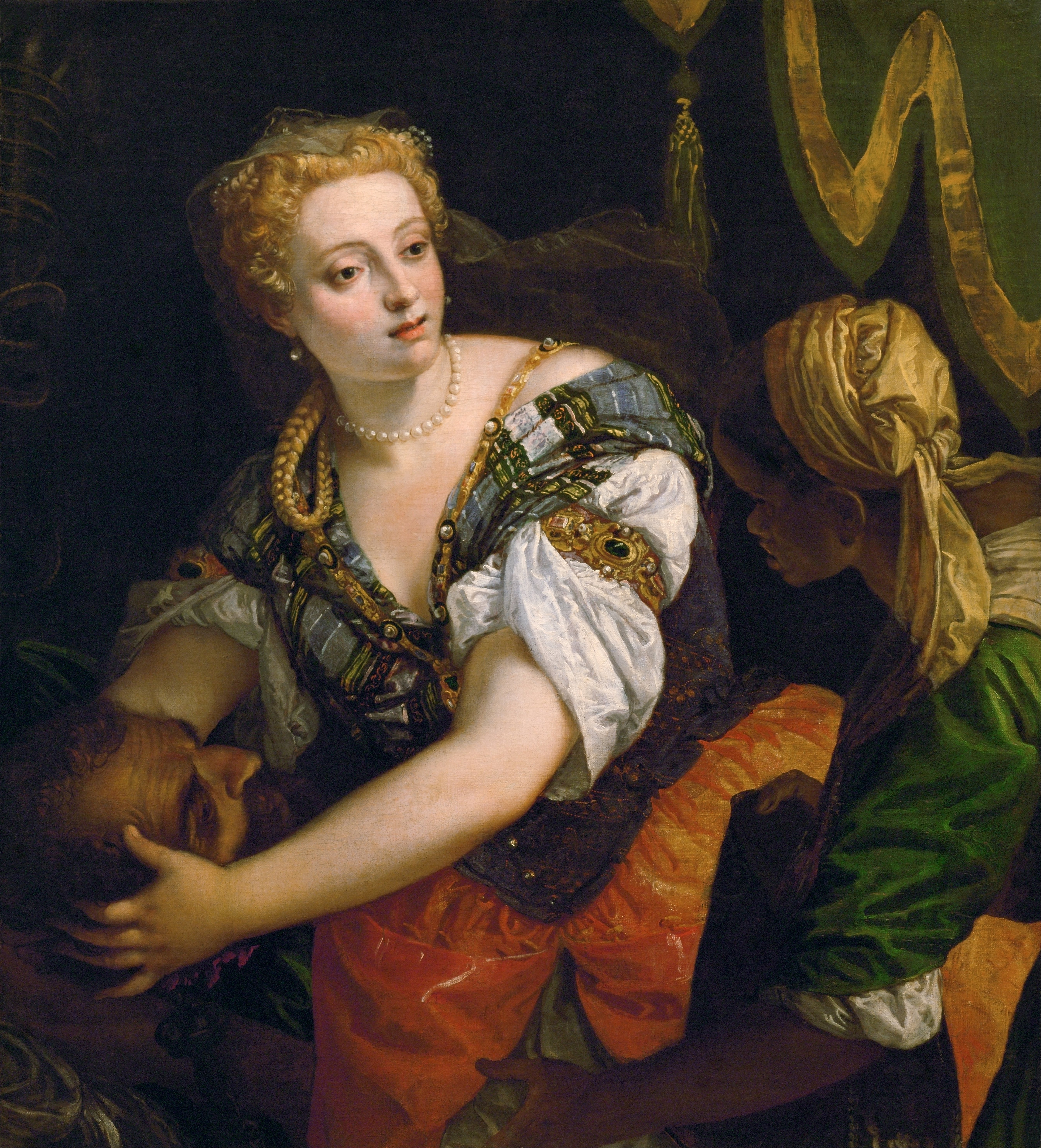
Giuditta e Oloferne (Caliari, 1580)
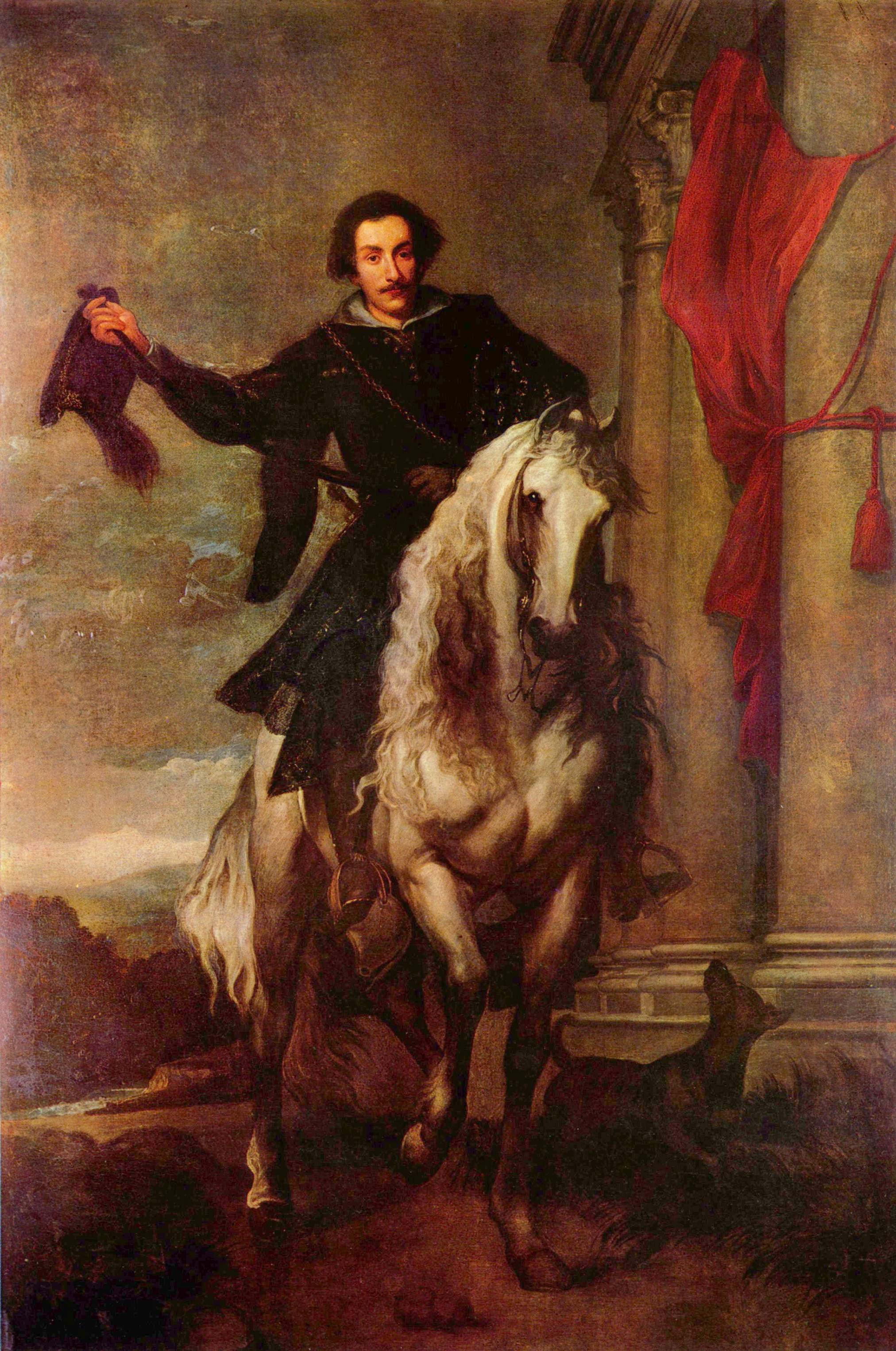
Anton Giulio Brignole-Sale (van Dyck, 1º terço do século XVII)
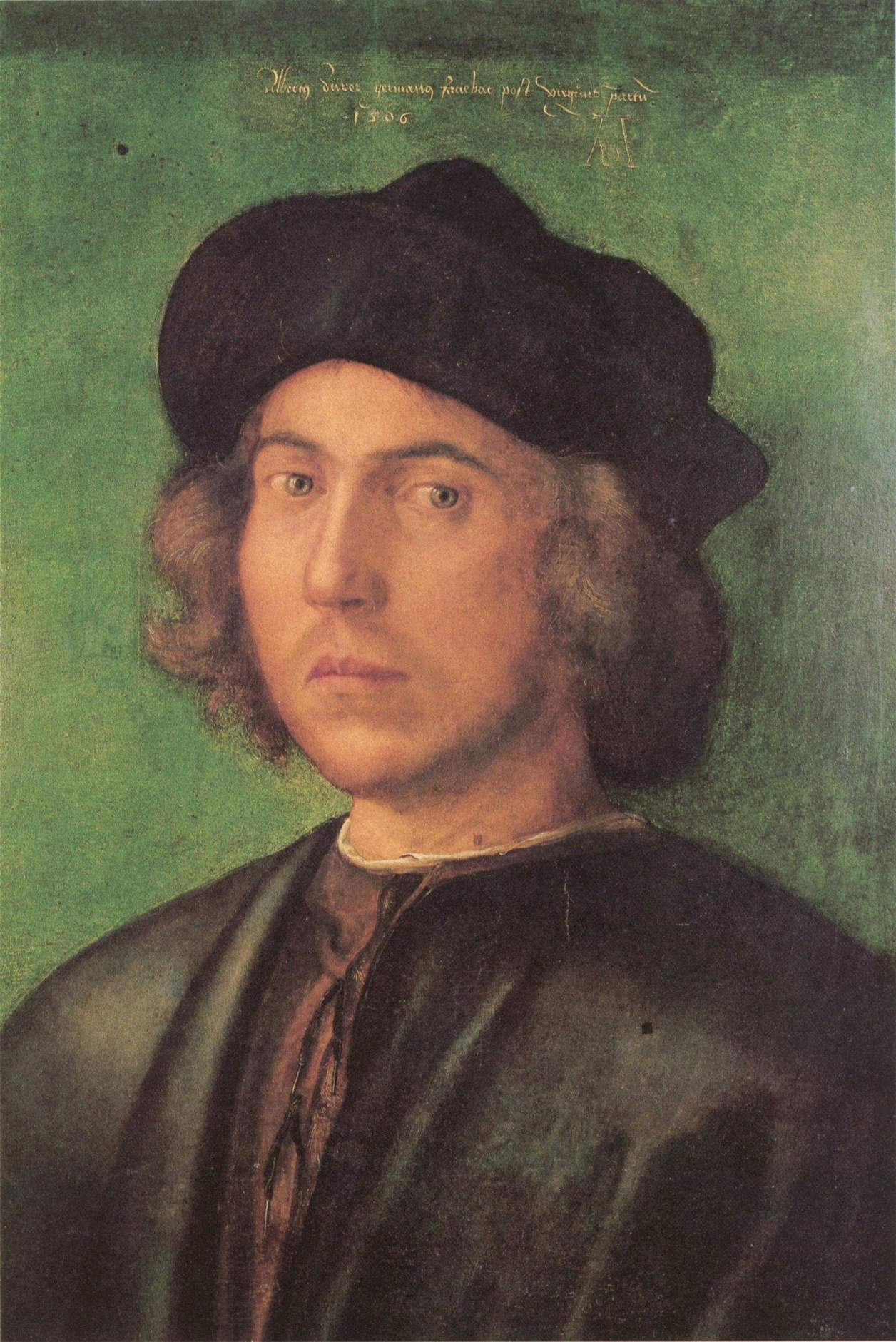
Porträt eines jungen Mannes vor grünem Hintergrund (Dürer, 1506)
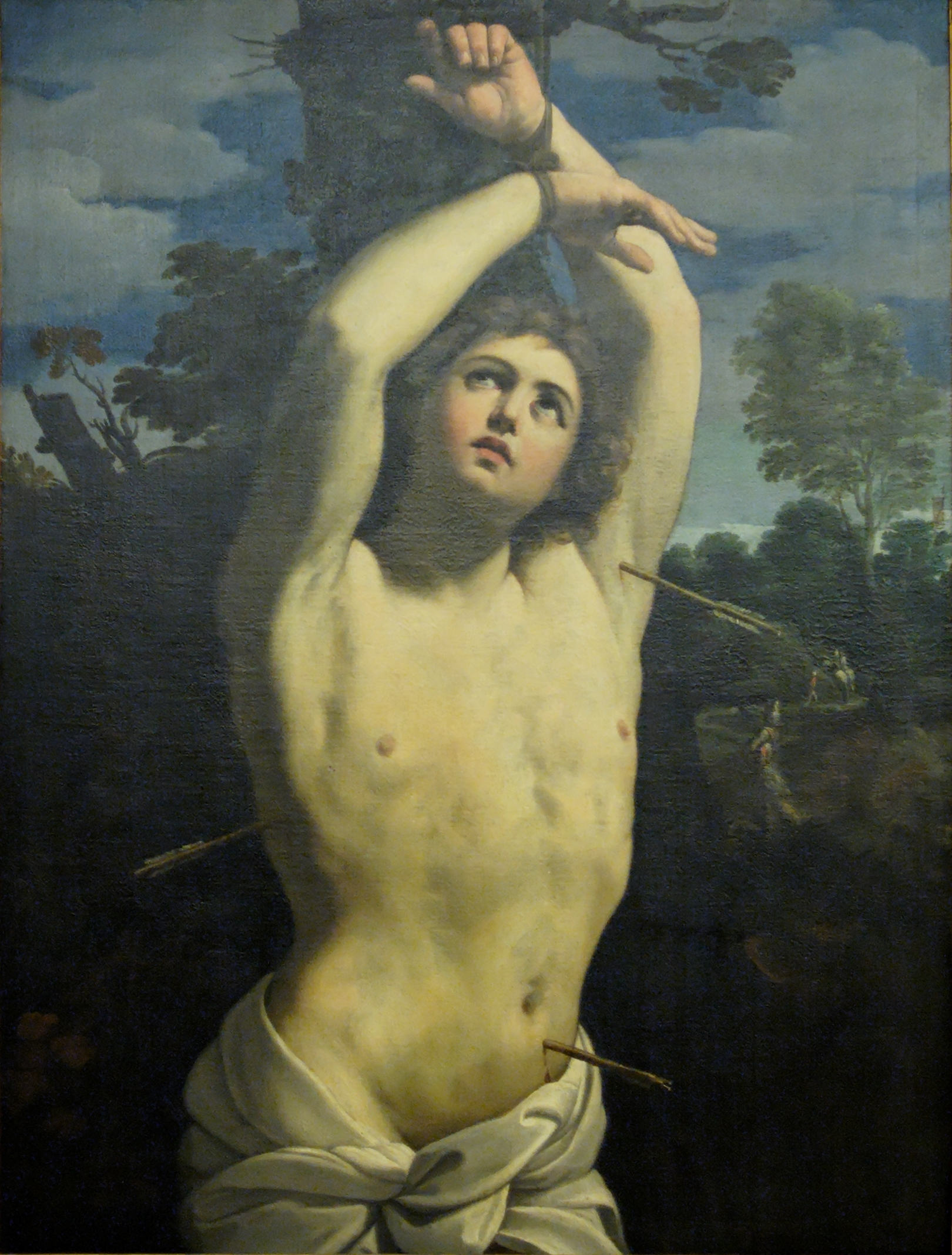
San Sebastiano (Reni, c. 1615)